# Willy Kolbe
Willy (Willi) Alfred Kolbe (* 31. Oktober 1901 in Berlin; † 21. April 1945 in Hausneindorf) war ein deutscher Widerstandskämpfer und NS-Opfer.

## Leben

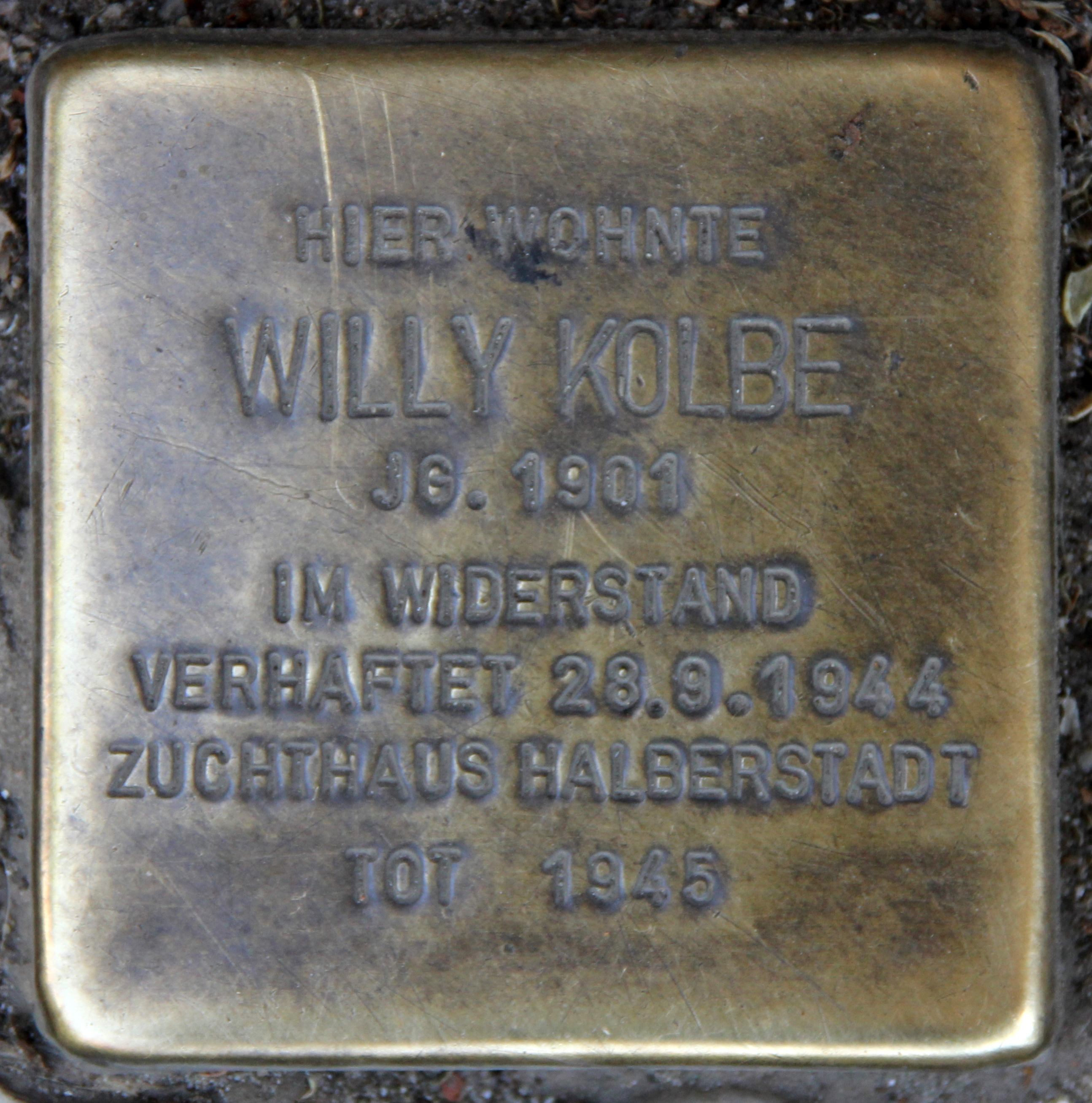
Stolperstein für Willy Kolbe an der Sonnenallee 137 in Berlin-Neukölln

Willy Kolbe war gelernter Schlosser und Maschinenbauer, Mitglied des Deutschen Metallarbeiter-Verbandes und Sympathisant der KPD. Nach längerer Arbeitslosigkeit fand er 1934 eine Anstellung als Revisor bei der Rüstungsfirma Ludwig Loewe & Co. in Berlin-Moabit. Er schloss sich der Saefkow-Jacob-Bästlein-Organisation an, mit der er den Widerstand im Betrieb organisierte. Am 28. September 1944 wurde Kolbe in Untersuchungshaft im Strafgefängnis in die JVA Berlin-Plötzensee eingeliefert. Der Volksgerichtshof klagte Kolbe wegen „Vorbereitung zum Hochverrat“ an und verurteilte ihn zu drei Jahren Haft. Am 22. Februar 1945 wurde er aus dem Gefängnis Plötzensee in das Außenlager Hausneindorf der Justizvollzugsanstalt Halberstadt verlegt, wo er am 21. April 1945 auf dem durch die SS erzwungenen Todesmarsch aus dem Lager starb.

## Gedenken
Am 12. September 2008 wurde von der Stadt Berlin ein Stolperstein vor seiner Wohnung an der Sonnenallee 137 in Berlin-Neukölln angebracht.